# Trachelospermum dunnii
Trachelospermum dunnii là một loài thực vật có hoa trong họ La bố ma. Loài này được (H.Lév.) H.Lév. miêu tả khoa học đầu tiên năm 1914.